# Бо Диддли
Бо Диддли (англ. Bo Diddley; также известен как Э́ллас Макдэ́ниэл, англ. Ellas B. McDaniel; при рождении Эллас Ота Бэйтс, англ. Ellas Otha Bates; 30 декабря 1928 — 2 июня 2008) — американский певец, гитарист, автор песен. Один из родоначальников рок-н-ролла. Он привнёс в популярную музыку ряд перемен, включая энергичные гитарные ритмы и ускоренные переходы. Бо Диддли использовал при игре специфическую гитару прямоугольной формы.

## Биография
Бо Диддли принято считать одним из основоположников рок-музыки (его называют «The Originator»). Он обладатель почётной премии «Грэмми» за жизненные достижения (1998) и один из двадцати величайших музыкантов в истории рок-н-ролла (по мнению журнала Rolling Stone). В 2005 году Бо Диддли отметил шестидесятилетний юбилей музыкальной карьеры гастролями по Австралии и Европе. В мае 2007 года музыкант перенес инсульт на сцене прямо во время концерта, после чего потерял способность говорить; 2 июня 2008 года Бо Диддли скончался в больнице города Арчер во Флориде в результате сердечного приступа.

## Стиль
Наиболее характерной чертой музыки Бо Диддли стал открытый им так называемый «бит Бо Диддли» (англ. Bo Diddley beat); этот необычный бой на стыке ритм-энд-блюза и африканской музыки значительно повлиял на становление рок-н-ролла, и использовался позже в таких известных песнях, как «Not Fade Away» Бадди Холли, «1969» The Stooges, «How Soon Is Now?» The Smiths, «Dice Man» The Fall.
Кроме того, Бо Диддли знаменит необычайно энергичной, яростной манерой игры. Кит Ричардс так отзывался о манере Бо Диддли:

Выступления Бо Диддли — мои университеты. Каждый сет в те времена длился минут двадцать, но если на гитаре Бо после его концерта оставались хотя бы две струны, это было чудом.

## Кавер-версии и посвящения
На песни Бо Диддли — особенно на несколько наиболее популярных синглов 1950-х годов — существует множество кавер-версий.
Целый ряд групп британского вторжения исполняли песни Бо Диддли. The Rolling Stones исполнили «Mona» (под названием «I Need You Baby (Mona)» в своём дебютном альбоме. Также эта песня была записана The Troggs. The Who записали в своём дебютном альбоме «I’m A Man». Её также перепевали The Yardbirds. The Animals исполнили «The Story Of Bo Diddley». The Pretty Things получили своё название от песни Бо Диддли «Pretty Thing», которая была ими записана в дебютном альбоме. The Beatles исполняли «Bo Diddley» во время сессий альбома «Let It Be» (Кроме того, сохранилось насмешливое исполнение «I’m a Man» Джоном Ленноном). В 1988 году в альбоме Пола Маккартни «Снова в СССР» появилась кавер-версия «Crackin' Up».
Блюз-роковые исполнители George Thorogood и Juicy Lucy исполняли «Who Do You Love». Рок-н-ролльный исполнитель Ронни Хоукинс исполнял «Who Do You Love», «Bo Diddley», «Hey Bo Diddley»; The Shadows записали «Bo Diddley». В 1970 году британская хард-рок группа UFO в своем дебютном альбоме UFO 1 выпустила свою кавер-версию «Who Do You Love».
Влияние гитарного стиля Бо Диддли на гаражный рок повлекло за собой немалое количество кавер-версий его песен у гаражных групп. «I’m A Man» исполняли The Sonics, MC5, The Sound Effect, Baker Street Irregulars, Black Strobe, The Stooges, «Pretty Thing» — Stovepipe № 4, «Who Do You Love» — Preachers, The Misunderstood, «Bo Diddley» — Barbarians. Позже песни Бо Диддли исполнялись прото-панк и панк-музыкантами — например, «Pills» играли New York Dolls и The Lurkers, «I’m a Man» — паб-рок-группа The Count Bishops.
Ряд кавер-версий песен Бо Диддли был записан психоделическими группами. Quicksilver Messenger Service записали кавер-версию «Who Do You Love», которую также любили исполнять на концертах The Doors. «Bo Diddley» исполняли The Animals и Дженис Джоплин, а позже — краут-рок группа Guru Guru.
Одной из наиболее часто исполняемых песен Бо Диддли стала «Road Runner». Её версии записали The Pretty Things, Humble Pie, Aerosmith, гаражные группы Phantoms, Arons, Shanes, на концертах она исполнялась The Who. В честь этой песни получила название гаражная группа The Road Runners.
Среди других известных кавер-версий — «Before You Accuse Me» в исполнении Эрика Клэптона, Creedence Clearwater Revival, 13th Floor Elevators, «Who Do You Love» в исполнении The Jesus and Mary Chain, Патти Смит и латино-рок группы Los Lobos. Песня Мадди Уотерса «Mannish Boy» является переработкой «I’m A Man».
Гитарист Дэвид Линдли записал песню «Pay Bo Diddley». Психоделическая группа Fate записала песню с элементами стилистики Бо Диддли «Tribute to the Bo». Jesus and Mary Chain в 1987 году записали песню «Bo Diddley Is Jesus». Эллиотт Мёрфи записал песню с использованием бита Бо Диддли под названием «Bilbao Bo Diddley».

## Дискография
- Bo Diddley (1958)
- Go Bo Diddley (1959)
- Have Guitar-Will Travel (1960)
- Bo Diddley In The Spotlight (1960)
- Bo Diddley Is A Gunslinger (1960)
- Bo Diddley Is A Lover (1961)
- Bo Diddley’s A Twister (1962)
- Bo Diddley Deagles (1962)
- Bo Diddley & Company (1962)
- Surfin' with Bo Diddley (1963)
- Bo Diddley’s Beach Party (1964)
- Bo Diddley’s 16 All-Time Greatest Hits (1964)
- Two Great Guitars (c Чаком Берри) (1964)
- Hey Good Lookin' (1965)
- 500 % More Man (1965)
- The Originator (1966)
- Super Blues (с Мадди Уотерсом и Литтл Уолтером) (1967)
- Super Super Blues Band (с Мадди Уотерсом и Хаулин Вульфом) (1967)
- The Black Gladiator (1970)
- Another Dimension (1971)
- Where It All Began (1972)
- Got My Own Bag of Tricks (1972)
- The London Bo Diddley Sessions (1973)
- Big Bad Bo (1974)
- 20th Anniversary of Rock & Roll (1976)
- I’m A Man (1977)
- Ain’t It Good To Be Free (1983)
- Bo Diddley & Co — Live (1985)
- Hey…Bo Diddley in Concert (1986)
- Breakin' Through The BS (1989)
- Living Legend (1989)
- Rare & Well Done (1991)
- Live At The Ritz (с Ронни Вудом) (1992)
- This Should Not Be (1993)
- Promises (1994)
- A Man Amongst Men (1996)
- Moochas Gracias (с Anna Moo) (2002)
- Dick’s Picks #30 (2003) (сессия 1972 года из 5 песен с The Grateful Dead)
- Bo’s The Man! — Live On Tour (2007)  (переиздание концерта 1980 г.)